# Беневское сельское поселение
Беневское се́льское поселе́ние — сельское поселение в Лазовском районе Приморского края.
Административный центр — село Беневское.

## История
Статус и границы сельского поселения установлены Законом Приморского края от 9 августа 2004 года № 136-КЗ «О Лазовском муниципальном районе»

## Население
| 2007  | 2008  | 2010  | 2011  | 2012  | 2013  | 2014  |
| ----- | ----- | ----- | ----- | ----- | ----- | ----- |
| 1510  | ↗1519 | ↘1311 | ↘1301 | ↘1217 | ↘1187 | ↘1163 |
| 2015  | 2016  | 2017  | 2018  | 2019  | 2020  |       |
| ↘1138 | ↗1142 | ↘1129 | ↘1092 | ↘1082 | ↘1076 |       |

## Состав сельского поселения
В состав сельского поселения входят 7 населённых пунктов:
| № | Населённый пункт | Тип населённого пункта       | Население |
| - | ---------------- | ---------------------------- | --------- |
| 1 | Беневское        | село, административный центр | ↘646      |
| 2 | Заповедный       | село                         | ↗4        |
| 3 | Киевка           | село                         | ↘518      |
| 4 | Маяк-Островной   | маяк                         | ↗11       |
| 5 | Свободное        | село                         | ↗26       |
| 6 | Скалистое        | село                         | →0        |
| 7 | Чистоводное      | село                         | ↘106      |

## Местное самоуправление
Администрация
Адрес: 692998, с. Беневское, ул. Центральная, 50. Телефон: 8 (42377) 92-1-34
Глава администрации
- Миронова Галина Александровна